# Уд (окръг, Охайо)
Окръг Уд (на английски: Wood County) е окръг в щата Охайо, Съединени американски щати. Площта му е 1608 km². Според преброяването през 2020 г. населението е 132 248 души. Административен център е град Боулинг Грийн. Окръгът е кръстен на капитан Елийзър Д. Ууд, инженер на армията на генерал Уилям Хенри Харисън, който построява Форт Мейгс по време на войната от 1812 г. 

## История
История 
Окръг Ууд е създаден на 12 февруари 1820 г. след договор и покупка на земя от местни индиански племена. Перисбърг е първото седалище на окръга и остава окръжно седалище до 1870 г., когато е преместено в Боулинг Грийн. Окръг Ууд създава първия си здравен отдел през 1920 г. 

## Съседни окръзи
- Окръг Лукас – север
- Окръг Отава – североизток
- Окръг Сандъский – изток
- Окръг Сенека – югоизток
- Окръг Хенри – запад
- Окръг Путнам – югозапад
- Окръг Ханкок – юг